# ريكاردو وليامز (عداء سريع)
ريكاردو وليامز (بالإنجليزية: Ricardo Williams) هو عداء سريع جامايكي، ولد في 29 سبتمبر 1976.

## وصلات خارجية
- ريكاردو وليامز على موقع الاتحاد الدولي لألعاب القوى (الإنجليزية)
- ريكاردو وليامز على موقع أوليمبيديا (الإنجليزية)